# Dahana Tugalaoyo
Dahana Tugalaoyo is een bestuurslaag in het regentschap Nias Utara van de provincie Noord-Sumatra, Indonesië. Dahana Tugalaoyo telt 1180 inwoners (volkstelling 2010).